# FMトランスミッター

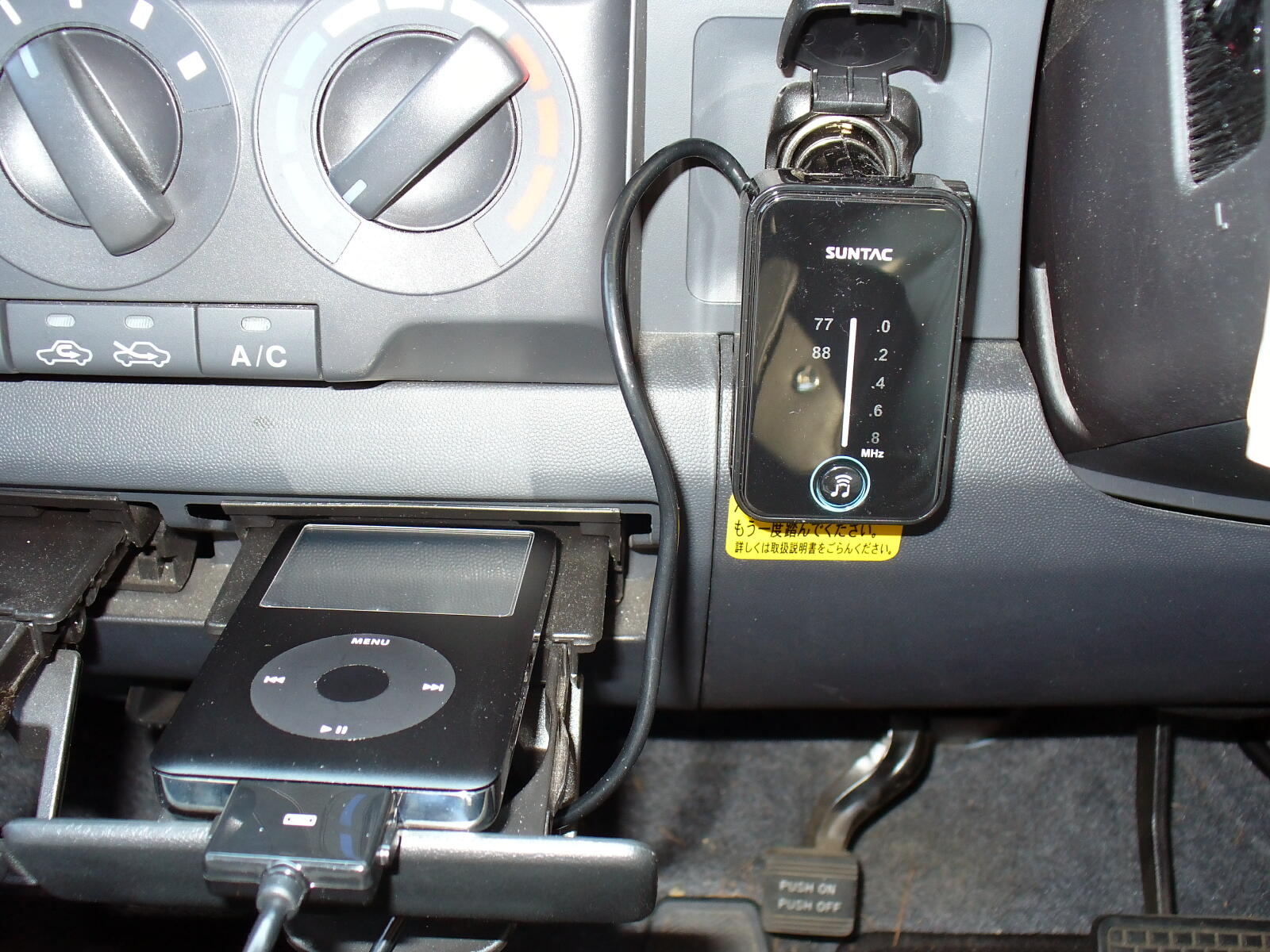
FMトランスミッター
写真は自動車のシガーライターソケットに接続するiPod向け製品

FMトランスミッターは、FM放送に準拠した変調信号で放送周波数帯の電波を送信するオーディオ用アクセサリーである。トランスミッターとは送信機のことであり、字義からは、FM放送局の送信機、アマチュア無線のFM送信機などもFMトランスミッターであるが、ここではオーディオ用アクセサリーについて述べる。

## 概要
FMトランスミッターは、ほとんどどれも送信用アンテナも含んでいる。主にパソコンや携帯型音楽プレーヤーなどで再生した音楽等を至近距離のFMラジオで聴くために使われる。また、ミニFMにも使われる。かつて日本各地にあったドライブインシアターでは、音声をFMトランスミッターを使って送信し車内に配信する手法がとられた。
かつては、携帯型音楽プレーヤーとカーオーディオはカセットアダプター（コンパクトカセットの形をしており、これをプレーヤーに挿入して信号をアンプに送る）を介して接続する場合が多かったが、現在ではカセットデッキを備えないケースが増えたこともあってより簡便なFMトランスミッターが主流となっている。また、FM電波を飛ばして再生するため無線で接続できるが、ケーブルを介して繋いだ場合と比べると音質は低下するほか、周囲の車がFMトランスミッターを使用しているなど、近接周波数に送信機が存在する場合は混信する場合がある。こうした短所のため、近年、利用は低下傾向にある。また以前からごく一部の社外品カーオーディオにおいてフロントAUX端子は存在してはいたが2000年代に入るとJVC（現JVCケンウッド）がカーCDカセットチューナーなどに積極的にフロントAUX端子を搭載し2013年現在の社外品カーオーディオのほとんどの機種で搭載されたのでFMトランスミッターもカセットアダプターも無用となりつつある。ただし純正カーオーディオに関してはフロントAUX端子搭載に消極的であり本体裏の純正CDチェンジャー用端子などに別売りAUXアダプターを接続しなければならずユーザー全てが出来る作業とは言えないため取り付けはディーラーに依頼することとなりやや高価である。

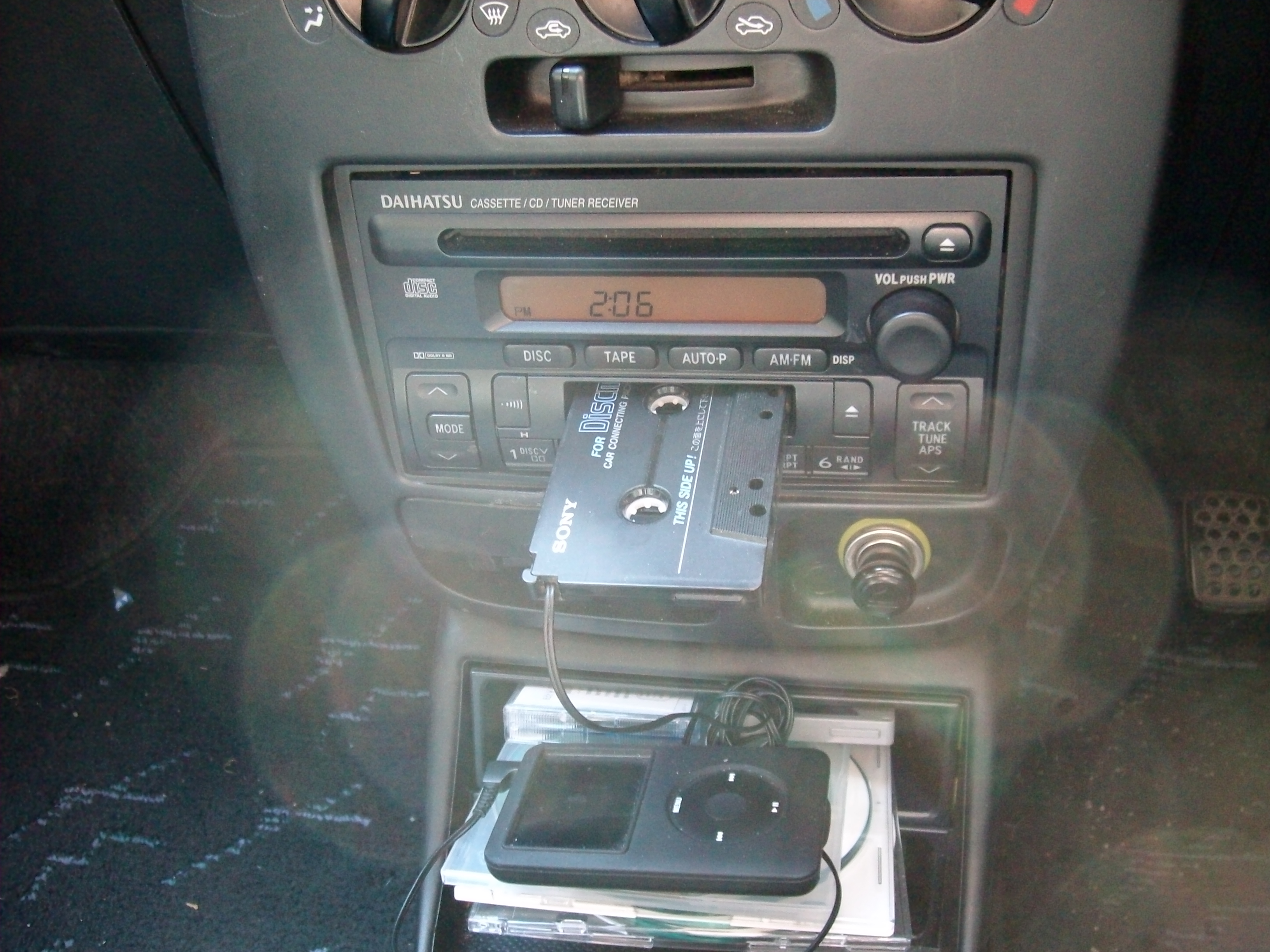
カセットアダプターの利用例

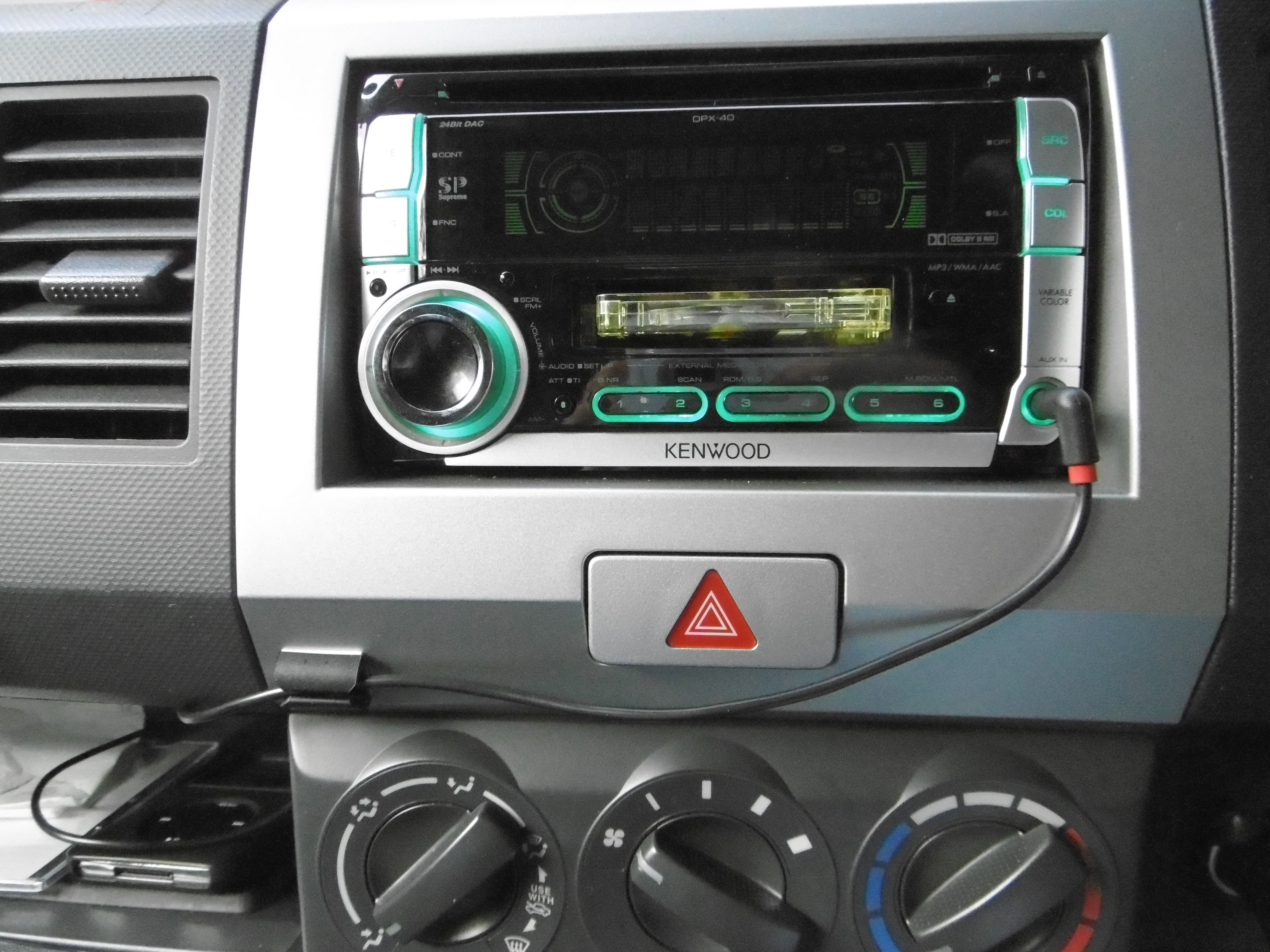
フロントAUXの利用例

自動車用のCDチェンジャーにもAM/FMラジオやAM/FMカセットで利用出来るトランスミッターが備わった機種も存在しており、メーカーによってはトランスミッターを買い足せる機種もあった。これらの場合アンテナ線とオーディオユニットに割り込ませ接続させるタイプなので前述のような混信の可能性は少ない。ただし取り付けはやや困難であるためディーラーやカー用品店に依頼することとなるためシガーソケット接続のFMトランスミッターとは大きく異なる。さらにCDチェンジャーの電源を切っていてもラジオ（特にAM）にはやや雑音が入りやすいため、ラジオを聴かない運転者向けでもあった。
電源はUSB式とACアダプター式の2つに大別され、後者の場合はアクセサリーソケットから電源を供給するプラグと一体になったものも多い。また、携帯型音楽プレーヤーや携帯電話には、FMトランスミッターが内蔵されたものもある。
電波法令に規定する「著しく微弱な電波」（微弱無線局#第1号）を使用するため、免許不要とうたっている製品がほとんどであるが、総務省の無線設備試買テストにおいて出力が基準を超えると公表されたものも少ないとは言えず、自主回収されたものもある。
任意制度であるが、民間団体が微弱無線設備を登録して微弱無線マーク（ELPマーク）を発行している。入手の際はこのマークを確認するのが良い。